# Matías Valenzuela Toro
Matías Valenzuela Toro, decimoquinto alcalde del municipio de Rancagua (Pelequén, 1770-Rancagua, 1841). Hijo de Santiago Valenzuela Avalos y Rosa Toro Gallardo. Contrajo matrimonio con Dolores Toro Carrasco (1799), con quien fue padre de dos hijos.
Alcalde de Rancagua (1819), durante su administración se decretó el establecimiento del escudo de la ciudad, con el lema "Rancagua renace de sus cenizas porque su patriotismo la inmortalizó".
| Predecesor: José Manuel de Ortúzar Ibáñez | 15º Alcalde de Rancagua 1819 | Sucesor: Juan José de Olivares y Uribe |